# Effets de mer
 (juillet 2025).
Pour plus de détails, voir Fiche technique et Distribution.
Effets de mer est un film français réalisé par Alice Guy en 1906.

## Synopsis
Vues de vagues s’affalant sur des rochers côtiers.

## Fiche technique
- Titre : Effets de mer
- Réalisation : Alice Guy
- Société de production : Société L. Gaumont et compagnie
- Pays d'origine :  France
- Genre :  Poème cinématographique
- Durée : 2 minutes
- Date de sortie : 1906
- Licence : Domaine public

## Analyse
En ces temps premiers du cinéma où tout encore est à inventer, Alice Guy crée un nouveau genre qui aura peu de continuateurs : le poème cinématographique.[réf. nécessaire]